# 59. ceremonia wręczenia nagród Brytyjskiej Akademii Filmowej
59. ceremonia rozdania nagród Brytyjskiej Akademii Sztuk Filmowych i Telewizyjnych miała miejsce 19 lutego 2006 roku. Najlepszym filmem okazał się Tajemnice Brokeback Mountain, który zdobył łącznie 4 statuetki.

## Laureaci i nominowani

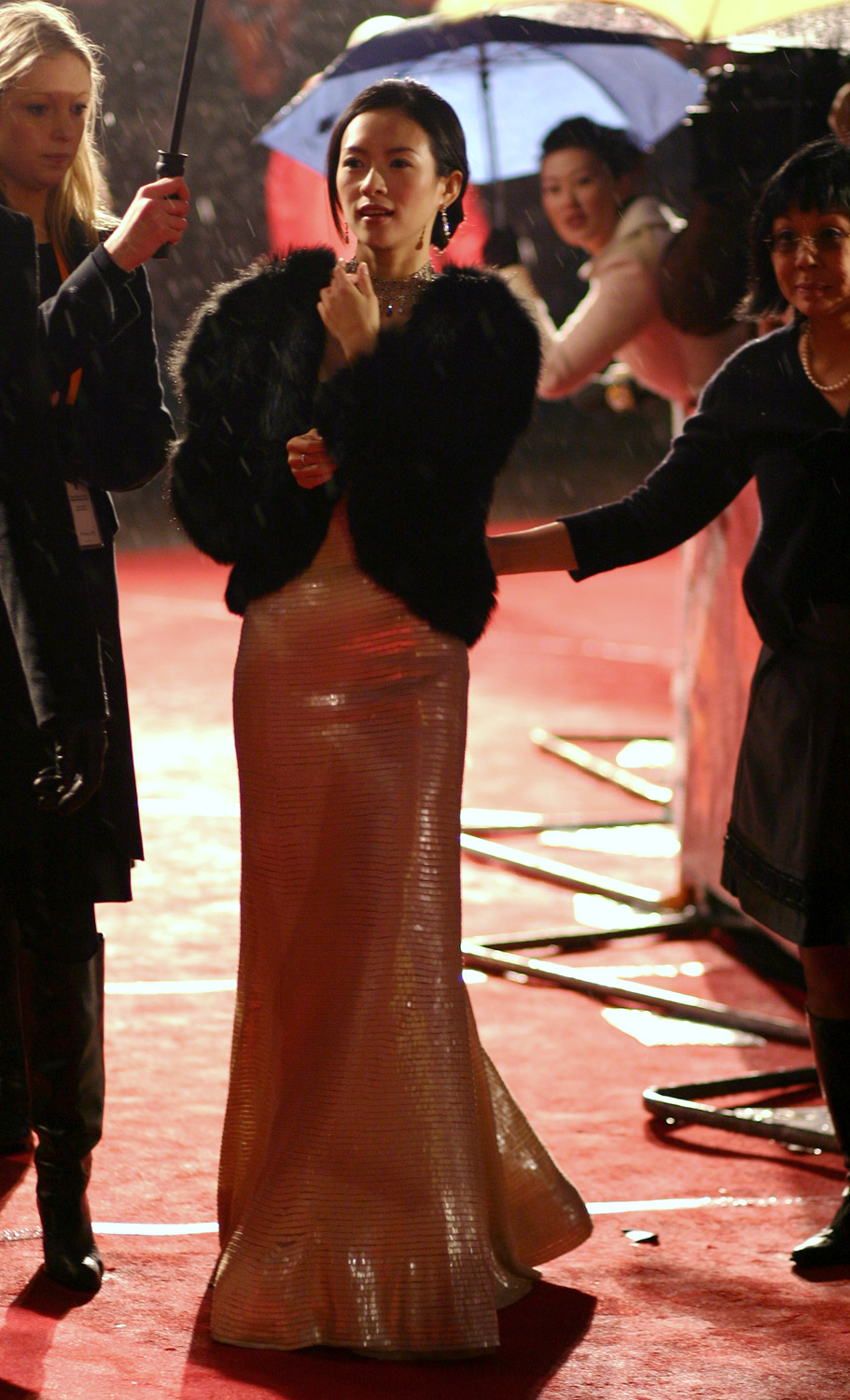
Zhang Ziyi, nominowana za rolę w filmie Wyznania gejszy

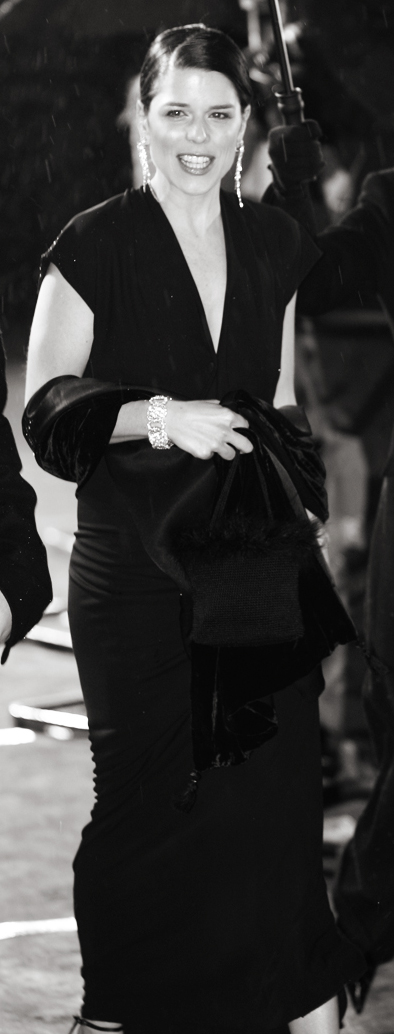
Neve Campbell przed ceremonią

Laureaci oznaczeni są wytłuszczeniem

### Najlepszy film
- Tajemnica Brokeback Mountain
- Capote
- Wierny ogrodnik
- Miasto gniewu
- Good Night and Good Luck

### Najlepszy brytyjski film
- Wallace i Gromit: Klątwa królika
- Wielka ściema
- Wierny ogrodnik
- Festival
- Duma i uprzedzenie

### Najlepszy film zagraniczny
- W rytmie serca, Francja
- Wielka podróż, Francja/Maroko
- Kung fu szał, Chiny, Hongkong
- Boże Narodzenie, Francja/Rumunia/Niemcy
- Tsotsi, Stany Zjednoczone/RPA

### Najlepszy reżyser
- Ang Lee – Tajemnica Brokeback Mountain
- Bennett Miller – Capote
- Fernando Meirelles – Wierny ogrodnik
- Paul Haggis – Miasto gniewu
- George Clooney – Good Night and Good Luck

### Najlepszy aktor
- Philip Seymour Hoffman – Capote
- David Strathairn – Good Night and Good Luck
- Heath Ledger – Tajemnica Brokeback Mountain
- Joaquin Phoenix – Spacer po linie
- Ralph Fiennes – Wierny ogrodnik

### Najlepsza aktorka
- Reese Witherspoon – Spacer po linie
- Charlize Theron – Daleka północ
- Judi Dench – Pani Henderson
- Rachel Weisz – Wierny ogrodnik
- Zhang Ziyi – Wyznania gejszy

### Najlepszy aktor drugoplanowy
- Jake Gyllenhaal – Tajemnica Brokeback Mountain
- Don Cheadle – Miasto gniewu
- Matt Dillon – Miasto gniewu
- George Clooney – Good Night and Good Luck
- George Clooney – Syriana

### Najlepsza aktorka drugoplanowa
- Thandie Newton – Miasto gniewu
- Brenda Blethyn – Duma i uprzedzenie
- Catherine Keener – Capote
- Frances McDormand – Daleka północ
- Michelle Williams – Tajemnica Brokeback Mountain

### Najlepszy scenariusz adaptowany
- Larry McMurtry i Diana Ossana – Tajemnica Brokeback Mountain
- Dan Futterman – Capote
- Jeffrey Caine – Wierny ogrodnik
- Josh Olson – Historia przemocy
- Deborah Moggach – Duma i uprzedzenie

### Najlepszy scenariusz oryginalny
- Paul Haggis i Bobby Moresco – Miasto gniewu
- Cliff Hollingsworth i Akiva Goldsman – Człowiek ringu
- George Clooney i Grant Heslov – Good Night and Good Luck
- Keir Pearson i Terry George – Hotel Ruanda
- Martin Sherman i Micki Attridge – Pani Henderson

### Najlepsza muzyka
- John Williams – Wyznania gejszy
- Gustavo Santaolalla – Tajemnica Brokeback Mountain
- Alberto Iglesias – Wierny ogrodnik
- George Fenton – Pani Henderson
- T Bone Burnett – Spacer po linie

### Najlepsze zdjęcia
- Dion Beebe – Wyznania gejszy
- Rodrigo Prieto – Tajemnica Brokeback Mountain
- César Charlone – Wierny ogrodnik
- J. Michael Muro – Miasto gniewu
- Roger Deakins – Marsz pingwinów

### Najlepszy montaż
- Claire Simpson – Wierny ogrodnik
- Hughes Winborne – Miasto gniewu
- Geraldine Peroni i Dylan Tichenor – Tajemnica Brokeback Mountain
- Sabine Emiliani – Marsz pingwinów
- Stephen Mirrione – Good Night and Good Luck

### Najlepsza scenografia
- Stuart Craig – Harry Potter i Czara Ognia
- Nathan Crowley – Batman: Początek
- John Myhre – Wyznania gejszy
- Grant Major – King Kong
- Alex McDowell – Charlie i fabryka czekolady

### Najlepsze kostiumy
- Colleen Atwood – Wyznania gejszy
- Gabriella Pescucci – Charlie i fabryka czekolady
- Isis Mussenden – Opowieści z Narnii: Lew, czarownica i stara szafa
- Sandy Powell – Pani Henderson
- Jacqueline Durran – Duma i uprzedzenie

### Najlepsza charakteryzacja
- Howard Berger, Gregory Nicotero i Nikki Gooley – Opowieści z Narnii: Lew, czarownica i stara szafa
- Amanda Knight, Eithne Fennell i Nick Dudman – Harry Potter i Czara Ognia
- Peter Owen i Ivana Primorac – Charlie i fabryka czekolady
- Noriko Watanabe, Kate Biscoe, Lyndell Quiyou i Kelvin R. Trahan – Wyznania gejszy
- Fae Hammond – Duma i uprzedzenie

### Najlepszy dźwięk
- Paul Massey, D.M. Hemphill, Peter F. Kurland i Donald Sylvester – Spacer po linie
- Hammond Peek, Christopher Boyes, Mike Hopkins i Ethan Van der Ryn – King Kong
- Joakim Sundström, Stuart Wilson, Michael Prestwood Smith i Sven Taits – Wierny ogrodnik
- Richard Van Dyke, Sandy Gendler, Adam Jenkins i Marc Fishman – Miasto gniewu
- David G. Evans, Stefan Henrix i Peter Lindsay – Batman: Początek

### Najlepsze efekty specjalne
- Joe Letteri, Christian Rivers, Brian Van’t Hul i Richard Taylor – King Kong
- Dean Wright, Bill Westenhofer, Jim Berney i Scott Farrar – Opowieści z Narnii: Lew, czarownica i stara szafa
- Jim Mitchell, John Richardson, Tim Webber i Tim Alexander – Harry Potter i Czara Ognia
- Nick Davis, Jon Thum, Chas Jarrett, Joss Williams – Charlie i fabryka czekolady
- Janek Sirrs, Dan Glass, Chris Corbould i Paul Franklin – Batman: Początek

### Najlepszy film krótkometrażowy
- Antonio's Breakfast
- Call Register
- Heavy Metal Drummer
- Lucky
- Heydar, yek Afghani dar Tehran

### Najlepszy krótkometrażowy film animowany
- Sztuka spadania
- Film Noir
- Kamiya’s Correspondence
- Tajemnicze wyprawy Jaspera Morello
- Królik

### Nagroda dla wschodzącej gwiazdy (głosy publiczności)
- James McAvoy
- Michelle Williams
- Rachel McAdams
- Gael García Bernal
- Chiwetel Ejiofor

### Nagroda Carla Foremana
(dla debiutujących reżyserów, scenarzystów i producentów)
- Joe Wright – Duma i uprzedzenie (reżyser)
- Annie Griffin – Festival (reżyserka/scenarzystka)
- David Belton – Strzelając do psów (producent)
- Peter Fudakowski – Tsotsi (producent)
- Richard Hawkins – Wszystko (scenarzysta)

## Podsumowanie
Laureaci

Nagroda / Nominacja
- 4 / 9 – Tajemnica Brokeback Mountain
- 3 / 6 – Wyznania gejszy
- 2 / 4 – Spacer po linie
- 2 / 9 – Miasto gniewu
- 1 / 1 – W rytmie serca
- 1 / 1 – Wallace i Gromit: Klątwa królika
- 1 / 3 – Harry Potter i Czara Ognia
- 1 / 3 – King Kong
- 1 / 3 – Opowieści z Narnii: Lew, czarownica i stara szafa
- 1 / 5 – Capote
- 1 / 5 – Duma i uprzedzenie
- 1 / 10 – Wierny ogrodnik

Przegrani
- 0 / 2 – Marsz pingwinów
- 0 / 2 – Daleka północ
- 0 / 3 – Batman: Początek
- 0 / 4 – Charlie i fabryka czekolady
- 0 / 4 – Pani Henderson
- 0 / 6 – Good Night and Good Luck